# Operação Átila (Segunda Guerra Mundial)
Operação Átila ou Operação Attila foi o plano de ocupação da França de Vichy. Foi criado em 1940 e tinha como objetivo secundário o controle da marinha da França.